# Leopold Rügheimer
Leopold Rügheimer  (* 5. Mai 1850 in Walldorf; † 24. Mai 1917 in Kiel) war ein deutscher Chemiker (Organische Chemie).
Rügheimer war ein Kaufmannssohn und studierte Chemie in Leipzig, Würzburg und Tübingen, wo er 1873 promoviert wurde (Über einen neuen Alkohol (Phenylpropylalkohol) im Storax). 1875 war er Assistent in Leiden und ab 1877 in Kiel, wo er 1881 Privatdozent und 1889 ordentlicher Professor für Physikalische und Pharmazeutische Chemie wurde.
Die Pyrazin-Synthese über die Umsetzung von α-Halogenketonen mit Ammoniak (1876) ist nach ihm und Wilhelm Staedel benannt. 1880 synthetisierte er erstmals Tropasäure mit seinem Kieler Kollegen Albert Ladenburg (ebenfalls ein Pionier der Alkaloid-Synthese) und 1882 als Erster Piperin (aus Piperinsäurechlorid und Piperidin).
1893 wurde er zum Mitglied der Deutschen Akademie der Naturforscher Leopoldina gewählt.